# 施士匄
施士匄（?—?），吴县人，唐朝学者。
唐代宗大历年间，啖助、赵匡、陆质擅长《春秋》，施士匄擅长《诗》，仲子陵、袁彝、韦彤擅长《礼》，蔡广成擅长《易》，强蒙擅长《论语》，都以各自的学问闻名，施士匄、仲子陵在其中最卓越。施士匄兼擅《左氏春秋》，以《诗经》《左传》二经教授学生。从四门助教升任为博士，任职期满当离去，诸生上疏请求他留任，一共十九年，在官任上去世。弟子一起安葬了他。施士匄撰《春秋传》，没有广泛流传。唐文宗喜爱经术，宰相李石于是说施士匄《春秋》可读。唐文宗说：“朕见过他的书，穿凿附会之学，徒然制造异同，但学者如同挖井，是为了得到美水而已，何必劳苦旁求，然后才算收获呢？”